# Sveno Magni Metzenius
Sveno Magni Metzenius, född 1616 i Vårdsbergs socken, död 1665 i Lillkyrka socken, var en svensk kyrkoherde i Lillkyrka församling. 

## Biografi
Sveno Metzenius föddes 1616 på Metsjö i Vårdsbergs socken. Han var son till bonden Magnus Isaksson (Krock) och Elsa Svensdotter. Metzenius blev i december 1633 student vid Uppsala universitet, Uppsala och prästvigdes 1643 till komminister i Västra Stenby församling. Han blev 22 maj 1646 magister och samma år krigspräst. Metzenius blev 1648 komminister i Värna församling och 1651 komminister i Tirserums församling. År 1653 blev han skolmästare i Stockholm och 1655 kyrkoherde i Lillkyrka församling. Metzenius avled 1665 i Lillkyrka socken.

### Familj
Metzenius gifte sig med Anna Månsdotter (1639–1709). De fick tillsammans barnen Anna (död 1678), Elisabeth (död 1678), Christina (död 1679), Isaac Metzenius (1663–1738) och Sven. Efter Metzenius död gifte Anna Månsdotter om sig med kyrkoherden Petrus Olavi Hulthenius i Lillkyrka socken och kyrkoherden Andreas Stagnerus i Lillkyrka socken.